# Przemysław Niemiec
Przemysław Niemiec (Oświęcim, 11 de abril de 1980) es un ciclista polaco que fue profesional de 2002 a 2018.

## Biografía
Debutó como profesional en el año 2002 con el conjunto italiano Amore & Vita-Beretta, con el que consiguió ganar el Giro del Medio Brenta. 
En 2004 fichó por el equipo italiano Miche, con el que ha conseguido los mayores éxitos de su carrera a pesar de que el equipo en mayor parte de esos años (2007-2010) estuviese en tercera categoría (última categoría del profesionalismo): categoría Continental. Consiguiendo prestigiosos triunfos como el Giro del Trentino y la Settimana Coppi e Bartali.
Tras esos buenos resultados finalmente fichó por un equipo de categoría UCI ProTour (máxima categoría del profesionalismo), el Lampre-Merida a la edad de 30 años. Con este equipo consigue grandes logros, como un sexto puesto en la general final del Giro de Italia 2013, o como su mejor victoria profesional en la Vuelta a España 2014 en la mítica cima de los Lagos de Covadonga.
En octubre de 2018 anunció su retirada del ciclismo tras diecisiete temporadas como profesional y con 38 años de edad. Su última carrera fue el Tour de Turquía 2018.

## Palmarés
| 2003 - Giro del Medio Brenta 2004 - G. P. Citta di Rio Saliceto e Correggio 2005 - 1 etapa del Giro del Trentino - Tour de Eslovenia, más 1 etapa 2006 - Giro de Toscana - 1 etapa de la Ruta del Sur 2008 - 1 etapa de la Ruta del Sur | 2009 - 1 etapa del Giro del Trentino - Ruta del Sur, más 1 etapa 2010 - 1 etapa de la Settimana Coppi e Bartali - 1 etapa del Tour de los Pirineos 2014 - 1 etapa de la Vuelta a España 2016 - 1 etapa del Tour de Turquía |

## Resultados en Grandes Vueltas y Campeonatos del Mundo
Durante su carrera deportiva consiguió los siguientes puestos en las Grandes Vueltas y en los Campeonatos del Mundo:
| Carrera              | Carrera              | 2002 | 2003 | 2004 | 2005 | 2006 | 2007 | 2008 | 2009 | 2010 | 2011 | 2012  | 2013 | 2014 | 2015 | 2016 | 2017 | 2018 |
| -------------------- | -------------------- | ---- | ---- | ---- | ---- | ---- | ---- | ---- | ---- | ---- | ---- | ----- | ---- | ---- | ---- | ---- | ---- | ---- |
|                      | Giro de Italia       | —    | —    | —    | —    | —    | —    | —    | —    | —    | 40.º | 39.º  | 6.º  | 49.º | 40.º | Ab.  | —    | —    |
|                      | Tour de Francia      | —    | —    | —    | —    | —    | —    | —    | —    | —    | —    | —     | 57.º | —    | —    | —    | —    | —    |
|                      | Vuelta a España      | —    | —    | —    | —    | —    | —    | —    | —    | —    | 54.º | 15.º  | —    | 26.º | Ab.  | —    | 86.º | —    |
| Mundial en Ruta      | Mundial en Ruta      | —    | —    | Ab.  | —    | 80.º | 48.º | Ab.  | 62.º | 78.º | —    | 101.º | Ab.  | Ab.  | —    | —    | —    | —    |
| Mundial Contrarreloj | Mundial Contrarreloj | —    | —    | 16.º | —    | —    | —    | —    | —    | —    | —    | —     | —    | —    | —    | —    | —    | —    |

—: no participa

Ab.: abandono

## Equipos
- Amore & Vita-Beretta (2002-2003)
- Miche (2004-2010)
  - Miche (2004-2007)
  - Miche-Silver Cross (2008)
  - Miche-Silver Cross-Selle Italia (2009)
  - Miche (2010)
- Lampre (2011-2018)
  - Lampre-ISD (2011-2012)
  - Lampre-Merida (2013-2016)
  - UAE Team Emirates (2017-2018)